# Mathias Fink
Mathias Fink (Grenoble, 18 de outubro de 1945) é um físico francês. É professor da ESPCI ParisTech, membro da Académie des Sciences e professor do Collège de France.

## Publicações selecionadas
- Fink, M.; Cardoso, J.-F. (1984). «Diffraction effects in pulse-echo measurement». IEEE Transactions on Sonics and Ultrasonics. 31. 313 páginas. doi:10.1109/T-SU.1984.31512
- Derode, A.; Fink, M. (1994). «The notion of coherence in optics and its application to acoustics». Eur. J. Phys. 15. 81 páginas. doi:10.1088/0143-0807/15/2/008
- Prada, C; F, M. (1994). «Eigenmodes of the time reversal operator: a solution to selective focusing in multiple target media». Wave Motion. 20. 151 páginas. doi:10.1016/0165-2125(94)90039-6
- Roux, P.; de Rosny, J.; Tanter, M.; Fink, M. (1997). «The Aharonov-Bohm effect revisited by an acoustic time-reversal mirror». Phys. Rev. Lett. 79. 3170 páginas. doi:10.1103/PhysRevLett.79.3170
- Mathias Fink (1997). «Time Reversed Acoustics». Physics Today. 50 (3). 34 páginas. doi:10.1063/1.881692
- Fink, Mathias; Prada, Claire (2000). «Time-reversed acoustics - Topical review». Rep. Prog. Phys. 63. 1933 páginas. doi:10.1088/0034-4885/63/12/202
- Bercoff, J.; Tanter, M.; Fink, M. (2004). «Supersonic Shear Imaging: a new technique for soft tissues elasticity mapping». IEEE Transactions on Ultrasonics, Ferroelectrics, and Frequency Control. 51 (4): 374-409. doi:10.1109/TUFFC.2004.1295425
- Tanter, Mickael; Fink, Mathias (2014). «Ultrafast imaging in biomedical ultrasound». IEEE Trans. Ultras., Ferroel., Freq. Contr. 61 (1): 102-119. doi:10.1109/TUFFC.2014.2882
- M. Fink (2009). Renversement du temps, ondes et innovation (em francês). [S.l.]: Ed. Fayard. ISBN 978-2213644134